# Регистратор данных

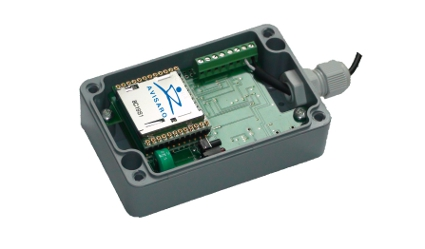
Регистратор данных сохраняющий технические данные и показания сенсоров

Регистратор данных (также даталоггер или дата-логгер) — электронное устройство, которое записывает во внутреннюю память, на внешнее хранилище или передаёт в облачный сервис данные. Данные сохраняются с течением времени или по отношению к местоположению. Данные могут поступать от встроенного в прибор сенсора или датчика или от внешних приборов и датчиков. Всё больше и больше, но не полностью, регистраторы данных создаются на базе цифровых процессоров (или компьютеров). Они, как правило, небольшие, на батарейках, портативные, и снабжены микропроцессором, внутренней памятью для хранения данных и различными встроенными датчиками. Некоторые регистраторы данных обладают специальным интерфейсом для подключения к персональному компьютеру, а также используют программное обеспечение, чтобы активировать регистратор данных, просматривать и анализировать собранные данные. В то же время некоторые устройства могут иметь локальный интерфейс (клавиатура, дисплей) и могут быть использованы в качестве автономного устройства.
Регистраторы данных варьируются от изделий общего назначения для измерительных применений до очень специфических приборов для измерения в одной среде, или только одного параметра. Возможность программирования является общей особенностью для изделий общего назначения; в то время как многие другие даталоггеры остаются как статическими машинами с ограниченным количеством или полным отсутствием сменных параметров. Электронные регистраторы данных заменили Диаграммные самописцы во многих областях.
Одним из основных преимуществ использования дата-логгеров является возможность автоматически собирать данные на 24-часовой основе. После активации, регистраторы данных обычно продолжают сбор данных, оставленные без присмотра, для измерения и записи информации в течение периода мониторинга. Это позволяет обеспечить всестороннее, точное представление об условиях окружающей среды или наблюдаемых параметрах технологического процесса, таких как температура воздуха, относительная влажность или расход, давление, вибрация, ударная нагрузка и пр.
Стоимость регистраторов данных сокращается на протяжении многих лет, поскольку технологии улучшаются и сокращают расходы. Простые одноканальные регистраторы данных стоят всего $25. Более сложные регистраторы могут стоить сотни или тысячи долларов.

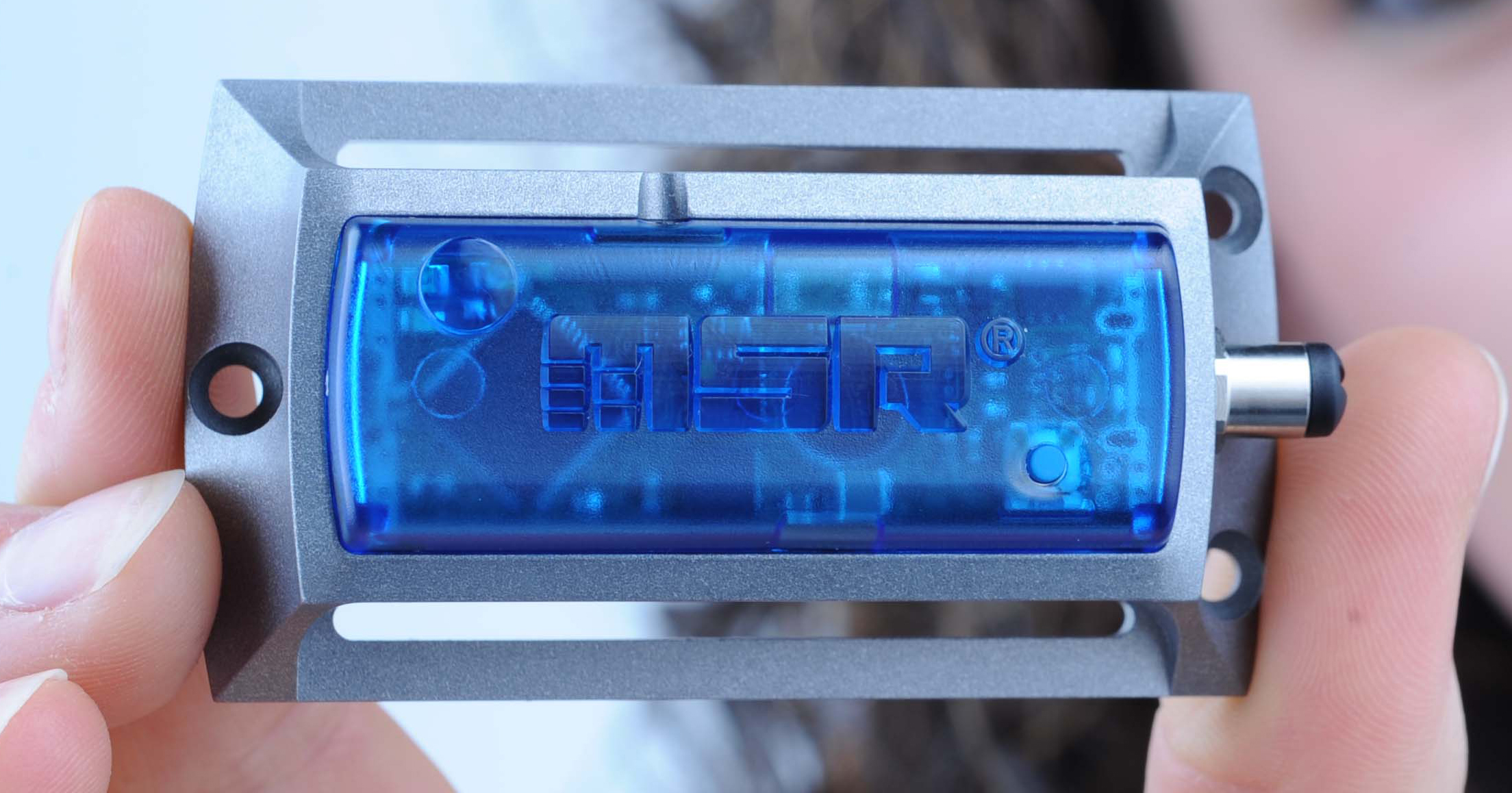
Небольшой регистратор данных со встроенными датчиками измерения температуры, давления, влажности, света и ускорения в 3-х осях

## Форматы данных
Стандартизации протоколов и форматов данных была проблемой, но на данный момент в отрасли форматы XML, JSON и YAML, все чаще используются для обмена данными. Развитие Semantic Web и Internet of Things, вероятнее всего ускорится — в этом нынешняя тенденция.

## Протоколы приборов
Несколько протоколов были стандартизированы в том числе смарт-протокол, интерфейс SDI-12, что позволяет некоторым приборам подключаться к различным регистраторам данных. Использование этого стандарта не получило широкого признания за пределами экологической промышленности. SDI-12 также поддерживает многоканальные устройства. Некоторые компании-производители сейчас поддерживает протокол Modbus. Этот протокол традиционно используется в области промышленного контроля, и есть много промышленных инструментов, которые поддерживают этот стандарт связи. Ещё один многоточечной протокол, который сейчас начинает все более широко использоваться на основе шины CAN (стандарт ISO 11898). Некоторые регистраторы данных используют гибкий алгоритмы со скриптами, чтобы адаптироваться к различным нестандартным протоколам.

## Ведение журнала данных и сбора данных
Термины регистрация данных и сбор данных часто используются как синонимы. Однако, в историческом контексте они совершенно разные. Регистратор данных-это система сбора данных, но система сбора данных не обязательно является регистратором.
- Регистраторы данных, как правило, имеют более медленные частоты дискретизации. Максимальной частотой дискретизации 1 Гц можно считать очень быстро для регистратора, но очень медленно для типичной системы сбора данных.
- Регистраторы данных как правило — это автономные устройства, в то время как типичная система сбора данных должна оставаться привязанным к компьютеру для получения данных. Автономность регистратора данных подразумевает наличие встроенной памяти, которая используется для хранения полученных данных. Иногда объём этой памяти очень большой, чтобы вместить много дней, или даже месяцев, автоматической записи. Эта память может быть с резервированием от аккумуляторной батареи, статической оперативной памятью, флэш-памятью или ЭСППЗУ. Ранние модели регистраторов данных использовали магнитные ленты, перфорированную бумажную ленту, или непосредственно видимую запись, такие как «ленточный самописец».
- С учётом длительного времени записи данных, дата-логгеры, как правило, оснащены механизмом для записи даты и времени в метку времени, чтобы гарантировать, что каждая запись значения данных, связана с датой и временем получения для того, чтобы восстановить последовательность событий. Таким образом, данные регистраторы обычно используют встроенные часы реального времени, заявленный дрейф которых может быть важным фактором при выборе между регистраторами данных.
- Регистраторы данных могут варьироваться от простых одно-канальных до сложных многоканальных инструментов. Как правило, чем проще устройство, тем меньше гибкость программирования. Некоторые более сложные регистраторы данных позволяют производить вычисления между каналами и вырабатывать сигналы тревоги в зависимости от заданного условия. Новейшие регистраторы данных могут обслуживать веб-страницу, позволяя множеству людей контролировать систему удаленно.
- Автоматический и дистанционный характер многих регистраторов данных подразумевает необходимость в некоторых применения для работы от постоянного источника питания, например от батареи. Солнечная энергия может быть использована для пополнения этих источников энергии. Все эти факторы в целом привели к тому, что устройства которые появляются на рынке являются крайне энергоэффективным по отношению к компьютеру. Во многих случаях они обязаны работать в жестких условиях окружающей среды, где компьютеры не могут работать надежно.

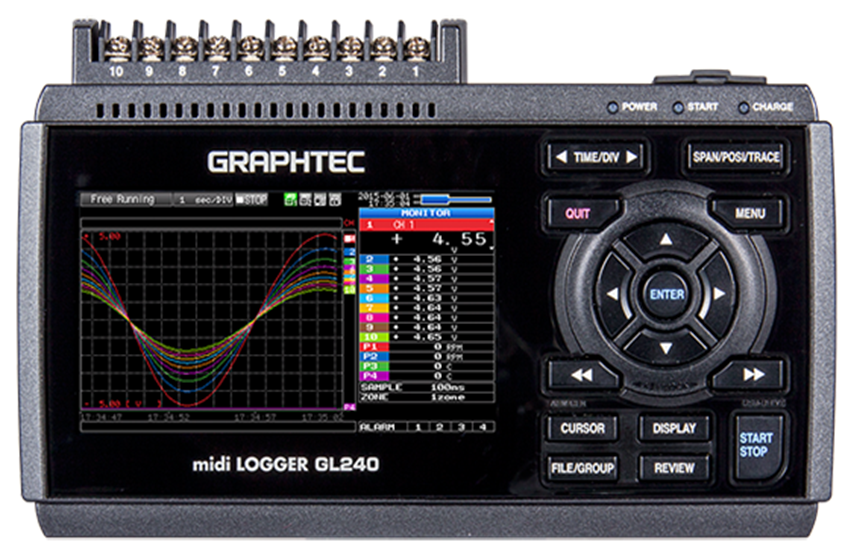
Портативный Регистратор может достигать до 20 каналов с максимальной 10мс (100Гц) частотой дискретизации.

- Портативный Регистратор может достигать до 20 каналов с максимальной 10мс (100Гц) частотой дискретизации.Автономность регистраторов диктует условия их предельной надежности. Поскольку они могут работать длительное время без остановок практически без участия человека, и могут быть установлены в сложных или отдаленных местностях, важно, что пока они имеют питание, они не прекратят сбор данных по какой-либо причине. Такие регистраторы практически полностью застрахованы от проблем (таких как зависание программы и нестабильность некоторых операционных систем), которые могут повлиять на ЭВМ общего назначения.

## Применения

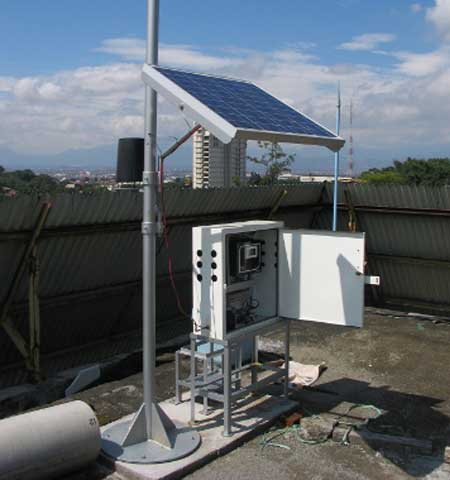
Использование регистратора данных для погодной станции P2I LIPI

Применение регистрации данных включает:
- Автоматическая метеорологическая станция записи (например, скорости ветра / направления, температуры, относительной влажности, солнечной радиации).
- Автоматическая гидрографическая запись (например, уровень воды, глубина воды, подача воды, рН воды, проводимость воды).
- Запись уровня влажности почвы.
- Автоматическая запись давления газа.
- Морские буи для регистрации различных условий окружающей среды.
- Подсчет дорожного движения.
- Измерение температуры (влажности и т. д.) скоропортящихся грузов во время перевозки: Cold chain.[1]
- Измерение колебаний в интенсивности света.
- Процесс мониторинга для технического обслуживания и устранения неполадок в оборудовании.
- Мониторинг процессов, для проверки гарантийных условий.
- Исследование дикой природы с архивными тегами (тег для хранения данных).
- Измерения вибраций и ударной нагрузки (высота падения) при транспортировке грузов.[2]
- Контроль уровня жидкости в резервуаре.
- Деформационный мониторинг любого объекта с геодезическими или геотехническими датчиками
- Экологический мониторинг.
- Тестирование транспортных средства (в том числе краш-тестов).
- Автоспорт.
- Мониторинг состояния реле в железнодорожной сигнализации.
- Для научного образования, позволяющего «измерять», «проводить научные исследования» и оценивать «изменения».
- Запись данных через регулярные промежутки времени в ветеринарном мониторинге жизненно важных признаков.
- Запись профиля нагрузки для управления потреблением энергии.
- Запись температуры, влажности и питания используемых для отопления и кондиционирования воздуха для исследования эффективности.
- Мониторинг уровня воды для исследования грунтовых вод.
- Цифровой электронный анализатор цифровой шины для отладки и валидации.